# Самбійсько-натангійська культура

Балтські культури ранньої залізної доби (600—200 роки до Р.Х.):
Культура Долькайм-Коврово — Самбійці-нотангійська група
Ольштинська культура — Західно-мазурська група (Галінди)
Судовська культура — Східно-мазурська група (Ятвяги)
Мемельська культура — Нижньо-неманська й західно-латвійська група (Курші)
Культура штрихованої кераміки
Милоградсько-подгорцевська культура
Дніпродвінська культура
Поморська культура
Культура абажурних поховань

Самбійсько-натангійська культура, Самбійсько-натангська культура, Культура Долькайм-Коврово (рос. Культура Доллькайм-Коврово, самбийско-натангийская культура, самбийско-натангская культура; нім. Samländisch-Natangische Kultur) — західнобалтська археологічна культура періоду римського впливу I століття й початку Великого переселення народів, що входила до складу західнобалтської культури. Її сліди були виявлені на території колишньої Самбії й Натангії. Виділена німецькими археологами в 1880-ті роки (О. Тишлер, Е. Холак), закріплена в 1930-ті рр. (К. Енгель, В. Ла Бом й ін.; польські археологи у 1950-ті рр. слідом за Е. Окуличем-Козариним). У 1990-ті рр. використовують також термін польського археолога В. Новаківського «культура Долькайм-Коврово».
Ця культура мала селища з напівземлянками і каркасно-стовповими спорудами. Головний убір формувався в основному під впливом культур Повіслення та західної Балтії.
Біритуальні могильники містять:
- могили під кам'яним закладом з трупоспаленням (також із покладенням останків в урну), трупоположення в ями[1];
- скелети в видовбаних колодах;
- поховання воїнів з кіньми;
- поховання, багато оснащені зброєю, інструментами й прикрасами;
- в пізній період у похованнях виявляються римські монети.

Населення культури Долькайм-Коврово було дуже заможне, що пов'язано з торгівлею бурштином, найбільші родовища якого знаходилися саме на території Самбії. Виявлено далекосяжні торгові контакти: Бурштиновий шлях.